# Накер
Накер (англ. knucker) — диалектизм, обозначающий вымышленного водяного змея, якобы живущего в источниках (knuckerholes) в графстве Суссекс, в Англии.
Считалось, что накеров можно найти в логовах в некоторых местах Суссекса, в том числе при Лайминстере, Лансинге, Шорхэме и Ворфинге.

## Этимология
Слово происходит от староанглийского «nicor», которое означает «водяное чудовище» и используется в поэме Беовульф.
Кроме того, это слово родственно английскому «Nixie», скандинавскому «Näcken/Neck», датскому «nixie» и немецкому "Nix/Nixe/Nyx, обозначавшем водяного духа. В Исландии словом «Nykur» называли водяную лошадь. В немецкой мифологии есть гоблиноподобный «Nickel», а в корнуэлльских рудниках существовал миф о «Knocker».
Вероятно, слово происходит от кельтского «Cnuc» или саксонского «Cnucl», под влиянием поверья, что источники — своего рода вход в подземный мир.

## Накер в фольклоре
Наиболее известный накер жил, согласно легенде, в Лайминстере. Он пожирал скот и даже деревни, и поэтому было решено убить чудовище. Легенды об этом несколько различаются.
Согласно одной версии, дракона сразил странствующий рыцарь после того, как король Суссекса обещал руку своей дочери тому, кто избавит страну от зверя. После свадьбы рыцарь поселился в Лайминстере. Его надгробную плиту «Slayer’s Slab» можно увидеть на кладбище при местной церкви.
Другая версия этой легенды говорит о том, что дракона перехитрил сын местного фермера, мальчишка. Его звали Джим Палк (Pulk) или Джим Патток (Puttock), по некоторым версиям — из Вики (Wick). За награду, объявленную мэром Арунделя, он отвёз на телеге огромный отравленный пирог к накерхоулу. Дракон съел отраву вместе с телегой и лошадью. Когда он испустил дух, мальчишка вернулся и отрезал ему голову. В некоторых версиях он умер от того же яда, забыв вымыть руки после победы, но вероятно, это позднее дополнение для объяснения надгробия «Slayer’s Slab» на кладбище.